# آفتاب زیبای درون (فیلم)
آفتاب زیبای درون (به فرانسوی: Un beau soleil intérieur) یک فیلم درام بر پایه کتاب اجزای گُفتمان عشق رولان بارت به کارگردانی کلر دنی است. این فیلم به عنوان فیلمِ بازگشایی بخش موازی دو هفته کارگردانان هفتادمین جشنواره فیلم کن به نمایش درآمد.

## خلاصه داستان
داستان زنی هنرمند اهل پاریس به نام ایزابل است که پس از جدایی از همسرش تلاش دارد تا زندگی جدیدی را آغاز کند...

## بازیگران
- ژولیت بینوش در نقش ایزابل
- زاویه بووا در نقش وینسنت
- فیلیپه کاتینه در نقش متئو
- ژوزین بالاسکو در نقش ماکسیم
- برونو پودالیدس در نقش فابریک